# Gambara (metrostation)
Gambara is een metrostation in de Italiaanse stad Milaan dat werd geopend op 2 april 1966 en wordt bediend door lijn 1 van de metro van Milaan.

## Geschiedenis
In het metroplan van 1952 had lijn 1 twee takken ten westen van het centrum. De noordelijke tak werd gebouwd tussen 1957 en 1964, terwijl de zuidelijke tak op 2 april 1966 open ging voor het publiek. In het plan zou Bande Nere het eindpunt worden maar bij de opening eindigde de zuidtak bij Gambara. De verdere verlenging naar het zuidwesten via Bande Nere kwam pas op 18 april 1975 in gebruik. Het station en het bovenliggende plein zijn genoemd naar de 16e-eeuwse dichteres Veronica Gàmbara. De klemtoon ligt hier op de eerste a en niet zoals in Noord-Italië gebruikelijk op de tweede.

## Ligging en inrichting
Het station is gebouwd volgens het standaardontwerp van lijn 1, vier toegangen liggen rond de westkant van het plein, terwijl in de zuidoost hoek een vijfde is die met een voetgangerstunnel met de verdeelhal verbonden is. Achter de toegangspoortjes kiezen de vertrekkers aan de oostkant van de verdeelhal voor het gewenste perron dat met een vaste trap bereikbaar is. Ten behoeve van rolstoelgebruikers zijn deze trappen voorzien van trapliften. Andere uitstappers maken gebruik van de trappen aan de zijkant van de verdeelhal. Ten oosten van de perrons lagen vier overloopwissels zodat beide sporen gebruikt konden worden om kop te maken. Na de verlenging zijn de westelijke overloopwissels verwijderd zodat een metro uit de stad niet meer op het andere spoor kan binnenrijden. Via de oostelijke overloopwissels is het nog wel mogelijk om na het keren weer op het rechter spoor stadinwaarts te komen.